# Хамри (Хрудим)
Хамри (чеш. Hamry) је насељено мјесто са административним статусом сеоске општине (чеш. obec) у округу Хрудим, у Пардубичком крају, Чешка Република.

## Становништво
Према подацима о броју становника из 2014. године насеље је имало 260 становника.